# Кастильон, Иоганн
Иоганн Кастильон (нем. Johann Castillon; по рождению Джова́нни Франче́ско Мелькио́рре Сальве́мини, итал. Giovanni Francesco Melchiorre Salvemini, позднее Жан-Франсуа́ Сальвемини́ де Кастильо́н, фр. Jean-François Salvemini de Castillon; 15 января 1708, Кастильон-Фьорентино — 11 октября 1791, Берлин) — математик.

## Биография
Итальянец по происхождению, родом из местечка Кастильоне (отсюда добавленное к родовой фамилии Сальвемини пояснения из Кастильона). Начал изучать математику в университете Пизы, затем перебрался во франкоязычную Лозанну (где и взял себе новое имя). С 1751 года преподавал в Утрехтском университете, с 1758 года его ректор. В 1764 году переехал в Берлин, где и провёл оставшиеся годы жизни, преподавая математику и работая в Берлинской обсерватории.
Среди оригинальных работ Кастильона — две статьи о кривой кардиоиде, другие исследования по геометрии.
Кастильон главным образом известен как публикатор. Он перевёл на французский язык «Универсальную арифметику» Ньютона и «Элементы физики» Локка, подготовил к печати переписку Лейбница и Бернулли, редактировал труды Эйлера.
Его сын — философ Фридрих Кастильон.